# محمد عمار (سياسي تونسي)
محمد عمار ، من مواليد 10 يونيو 1979 في تونس  ، سياسي تونسي انتُخب خلال الانتخابات التشريعية لعام 2019 للجلوس في مجلس نواب الشعب ممثلاً عن دائرة البلدان العربية وبقية العالم .

## السيرة الذاتية
بعد حصوله على البكالوريا العلمية ، حصل على درجة الماجستير في الاقتصاد المالي والمصرفي في ليون . ثم حصل على دبلومات أخرى في تخصصات مختلفة. بدأ عمار مهنة الصحافة في عام 2002 كمراسل لصحيفة الصباح ، ثم تابع مهنة دولية ككاتب عمود لوسائل الإعلام المختلفة ، مثل الجزيرة ، بي بي سي العربية أو فرنسا 24. وقد أجرى مقابلات مع العديد من الشخصيات السياسية والاقتصادية بما في ذلك جاك شيراك ونيكولا ساركوزي وكريستين لاغارد وجيرهارد شرودر .
وهو الناطق الرسمي باسم التيار الديمقراطي ، وعضو مكتبه السياسي ونائب عن دائرة البلدان العربية وبقية العالم.
يقيم في قطر.